# Ausgehseitengewehr
Das Ausgehseitengewehr oder auch Extraseitengewehr ist eine private Seitenwaffe der Unteroffiziere ohne Portepee sowie der Mannschaften. Sie wurde vorwiegend außerhalb des Dienstes zur Ausgehuniform getragen. Sie unterlag der Dienstvorschrift, soweit sie in ihrer Grundform der Waffe gleichen musste, die auch im Dienst getragen wurde. Es gab mehrere Versionen. Wer diese Seitenwaffe tragen wollte, musste sie selbst beschaffen und bezahlen.